# Distrito de Tahuanía

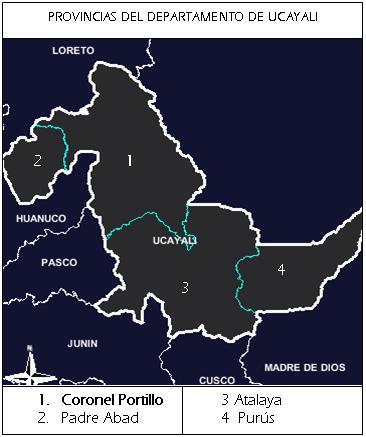
División política de Ucayali.

El distrito de Tahuanía es uno de los cuatro que conforman la provincia de Atalaya, ubicada en el departamento de Ucayali, en el Oriente del Perú.

## Historia
El distrito fue creado mediante Ley n.º 9815 del 2 de julio de 1943, durante el gobierno de presidente Manuel Prado Ugarteche.

## Geografía
La capital se encuentra situada a 198 m s. n. m.

## Centros poblados
Bolognesi con 1.188 habitantes; Sempaya, 397; Nueva Italia, 387; Nuevo Paraíso, 335; población diispersa, 2.500 personas.

## Geografía humana
En este distrito de la Amazonia peruana habitan la etnia Pano grupo Shipibo-conibo, autodenominado ￼Joni' y las etnias arahuacas grupos Asháninka y Asheninka.

## Autoridades

### Municipales
- 2023 - 2026[4]
  - Alcalde: Luis Fernando Arechaga García, de Acción Popular .
  - Regidores:

  1. Florisa Lozano Lozano (Acción Popular)
  2. Jaime García Remigio  (Acción Popular)
  3. Karina Shahuano Sánchez (Acción Popular)
  4. Johan Alexis Cahuaza Gonzales (Acción Popular)
  5. Nani Milagros Ipushina Hualinga (Todos Somos Ucayali)

- 2019 - 2022[5]
  - EX Alcalde: Pedro Antonio Velarde Amancay, de Alianza para el Progreso.
  - EX Regidores:

  1. Nora Miluzka Barbarán Vela (Alianza para el Progreso)
  2. Raúl Nicaseo Coquinche (Alianza para el Progreso)
  3. Belizario Gonzáles Tamani (Alianza para el Progreso)
  4. Esequiel Agustín Ramos (Alianza para el Progreso)
  5. Lenín Tamani López (Todos Somos Ucayali)